# Beziehungen zwischen Kap Verde und den Vereinigten Staaten
Kap Verde und die Vereinigten Staaten unterhalten seit dem 5. Juli 1975 direkte diplomatische Beziehungen.
Die bilateralen Beziehungen sind traditionell gut und gehen auf das 18. Jahrhundert zurück, als nordamerikanische Schiffe anfingen, regelmäßig die Kapverden anzusteuern. Wichtigster Bezugspunkt ist heute die bedeutende kapverdische Gemeinde insbesondere in Neuengland an der Ostküste der USA, wo die größte Diaspora Kap Verdes lebt, die heute mit etwa 540.000 fast ebenso groß ist wie die Bevölkerung der Kapverden selbst. Einige bekannte US-Amerikaner sind kapverdischer Abstammung, etwa der Footballspieler Tony Gonzalez, die Rapperin Lisa Lopes oder der Jazzmusiker Horace Silver. Im Gegenzug leben etwa 4000 US-Bürger in Kap Verde.
Im religiösen Leben Kapverdes gewinnen seit einiger Zeit die Mormonen, aber auch US-amerikanische Pfingstkirchen und andere an Zulauf, gleichwohl weiterhin eine deutliche Mehrheit der katholischen Konfession folgt.

## Geschichte

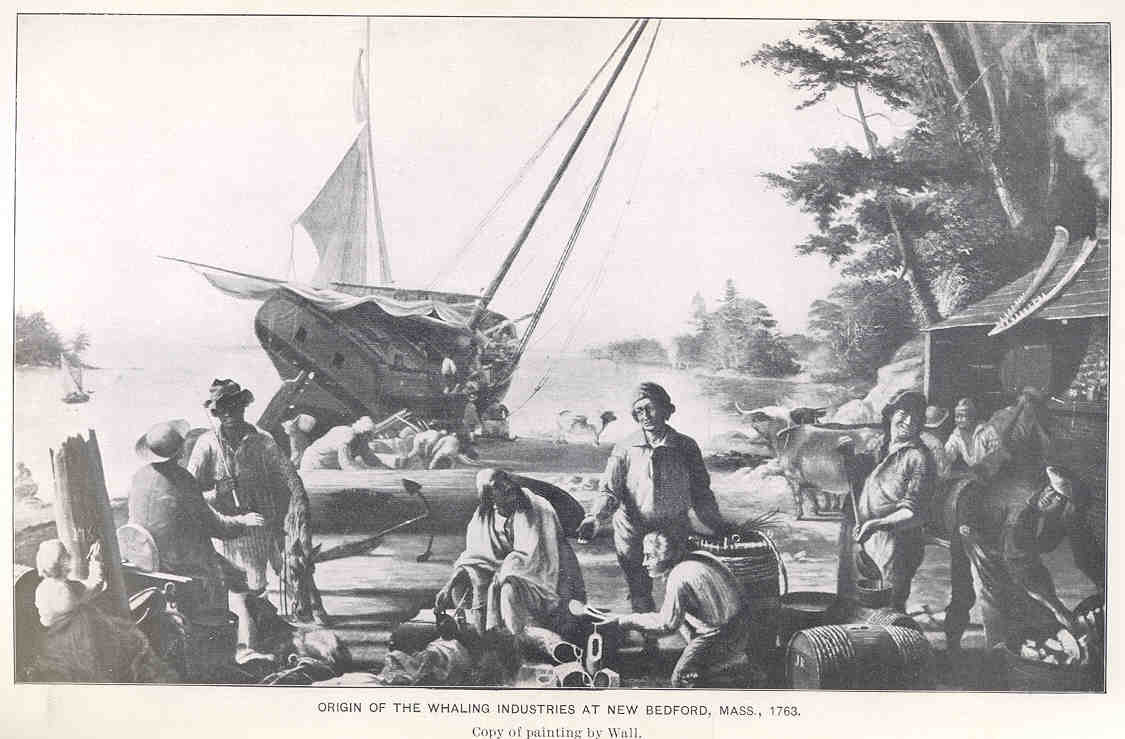
Walfangschiff in New Bedford 1763: im 18. Jahrhundert begann die kapverdische Einwanderung an die US-Ostküste mit der Rekrutierung von Seeleuten für den Walfang

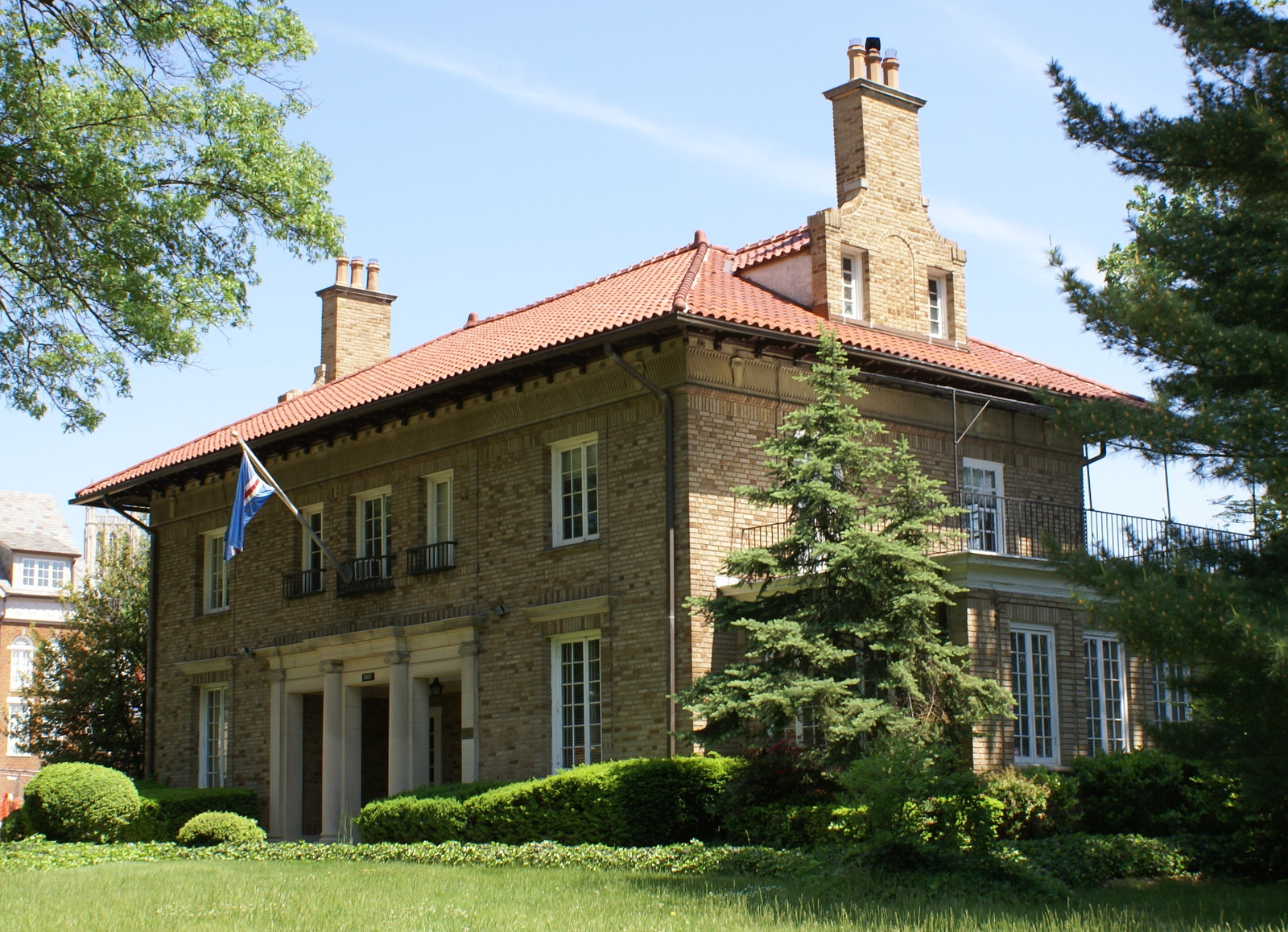
Die Botschaft Kap Verdes in Washington

Die Kapverdischen Inseln wurden im 15. Jahrhundert von Portugal entdeckt und besiedelt. Die Inseln gehörten die nächsten 500 Jahre zum Portugiesischen Kolonialreich, so dass das kapverdisch-US-amerikanische Verhältnis von den Beziehungen zwischen Portugal und den Vereinigten Staaten bestimmt wurde.
Ab den 1740er Jahren landeten nordamerikanische Walfänger auch auf den Kapverdischen Inseln, um Salz oder Sklaven einzukaufen. So begannen dort erstmals Walfangflotten von der Ostküste Nordamerikas Seeleute auf den portugiesischen Atlantikinseln zu rekrutieren, auch auf den Kapverden, insbesondere von den Inseln Brava und Fogo. Damit setzte die bis heute anhaltende Migration von den Kapverdischen Inseln an die US-Ostküste ein.
Kapverdier stellten fortan einen bedeutenden Teil der Walfänger Neuenglands. So stammten im Jahr 1840 etwa 40 % der Walfänger im Walfangzentrum Nantucket von den Kapverden.
1818 richteten die Vereinigten Staaten in Kap Verde das erste US-Konsulat südlich der Sahara ein.
Die Kapverdischen Inseln waren eine bedeutende Zwischenstation im Atlantischen Sklavenhandel, der millionenfache Todesopfer forderte. Die späteren USA waren ein wichtiger Akteur im Kampf gegen diesen Sklavenhandel. Zwar hatte Portugal als erstes Land bereits 1761 ein erstes eingeschränktes Verbot des Sklavenhandels ausgesprochen, doch blieb der Sklavenhandel weiter üblich, auch nach den weiteren Verboten im 19. Jahrhundert. Auch dank des US-amerikanischen Druckes wurde dieser Sklavenhandel immer weiter erschwert und unterbunden.
Bei mehreren Hungersnöten auf den Kapverden in Folge von Dürren und zunehmender Bevölkerung halfen die USA mehrmals im Laufe des 20. Jahrhunderts mit Nahrungsmittellieferungen und Hilfsprogrammen.

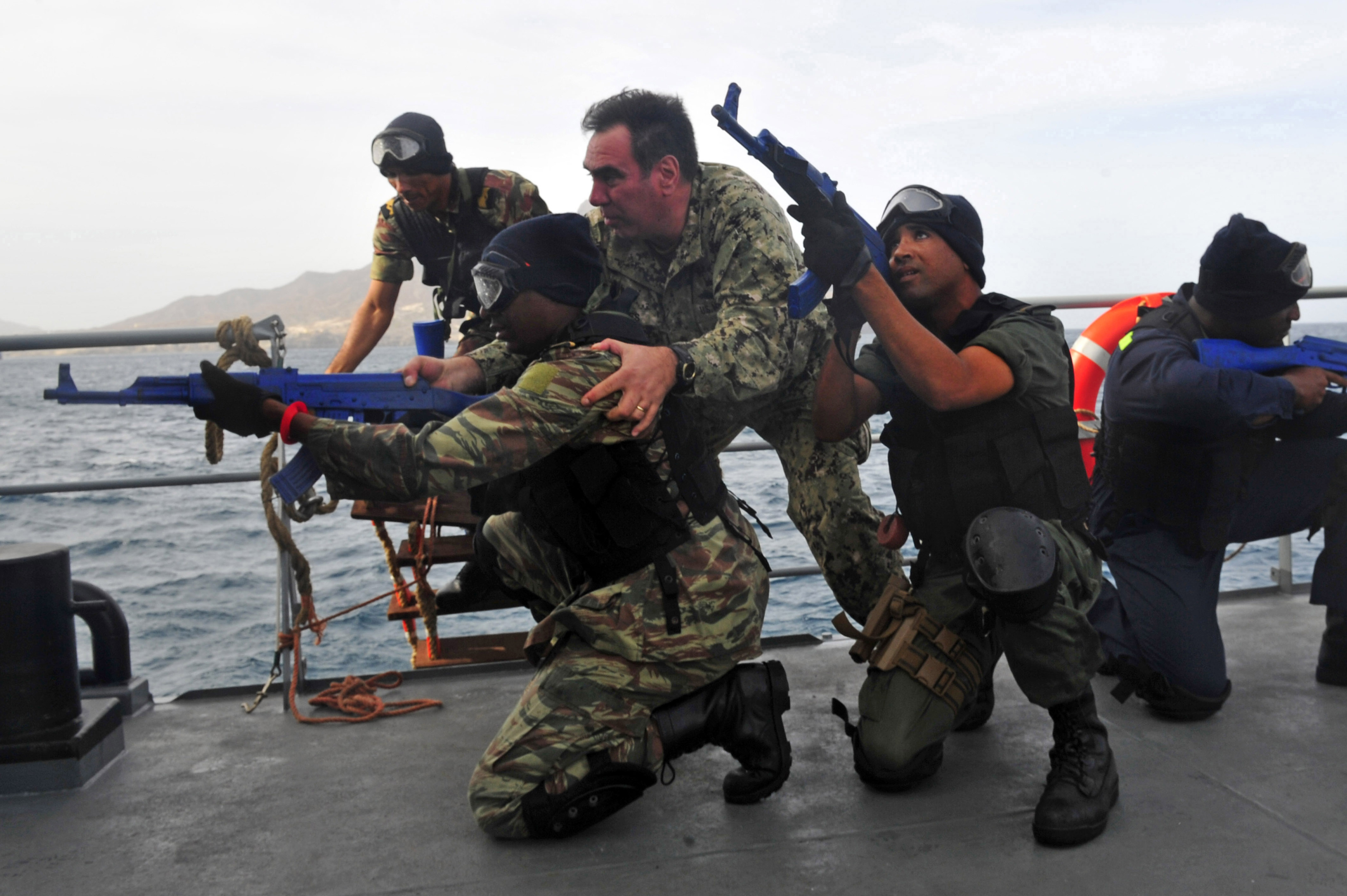
Kapverdische Küstenwache im Training mit US Marinesoldaten, Januar 2013

Sofort nach der Unabhängigkeit Kap Verdes 1975 gingen die USA diplomatische Beziehungen zur jungen Republik ein und leisteten auch Hilfe, vor allem zur Ernährung der Bevölkerung oder nach Naturkatastrophen wie 1982 auf der Insel Brava. Auf Grund des folgenden sozialistisch orientierten Einparteiensystems intensivierten sich die Beziehungen nicht zu sehr, bis zum Übergang zu einem Mehrparteiensystem und dem marktwirtschaftlichen Umbau in Kap Verde ab 1990. Die kapverdische Auswanderung an die Ostküste der USA hielt dabei stets weiter an.
Durch die anhaltende Entwicklung des Landes, die 2008 zur Heraufstufung Kap Verdes von einem wenig entwickelten Land zu einem Land mit mittleren Einkommen führte, wurde es kein bedeutendes Ziel US-amerikanischer Entwicklungshilfe.
Heute kooperieren die Kapverden und die USA vor allem in der Bekämpfung des internationalen Drogenhandels, der die Kapverden als Zwischenstation zu nutzen sucht, aber auch in Sicherheitsfragen, etwa in Militärausbildung und Technik.
2002 kam der kapverdische Premierminister José Maria Neves auf Staatsbesuch in die USA, wo er auch die kapverdische Gemeinde an der Ostküste besuchte, 2005 tat es ihm Präsident Pedro Pires gleich. Im August 2009 besuchte US-Außenministerin Hillary Clinton Kap Verde, wo sie u. a. mit Premierminister Neves auf der Insel Sal zusammentraf.

## Diplomatie
Kap Verde führt in den USA eine eigene Botschaft in der Hauptstadt Washington, daneben ist in Boston ein kapverdisches Generalkonsulat eingerichtet.
Die USA unterhalten in der kapverdischen Hauptstadt Praia eine Botschaft. US-Konsulate bestehen auf den kapverdischen Inseln nicht.

## Kultur

### Institutionen
In Providence besteht das Cape Verdean Museum Exhibit, ein Museum, das sich der kapverdischen Auswanderung widmet, als einziges weltweit.

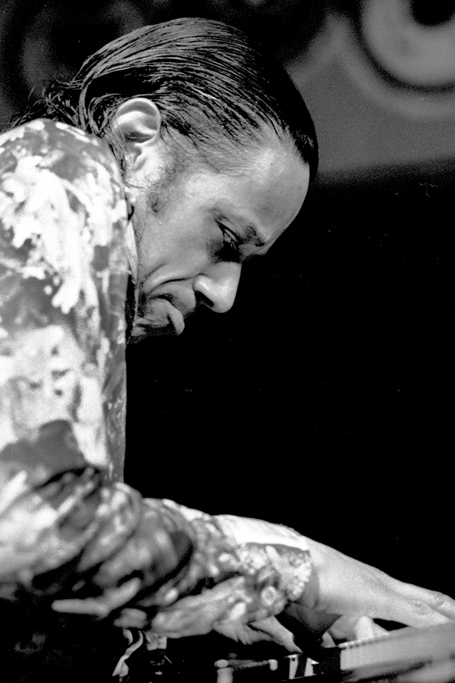
Der bekannte Jazzpianist und Komponist Horace Ward Martin Tavares Silva, bekannt als Horace Silver, war kapverdischer Abstammung

In den bedeutendsten kapverdischen Gemeinden existieren kapverdische Kultur- und Heimatvereine, insbesondere in Massachusetts und Rhode Island. Dort finden u. a. regelmäßig Konzerte kapverdischer Musiker statt. Unter den wichtigsten kapverdischen Vereinigungen sind die Cape Verdean American Community Development (CACD) in Pawtucket und die Cape Verdean Association of Brockton in Brockton zu nennen.
Auf der kapverdischen Insel Fogo besteht in Mosteiros ein American Corner, ein Kulturinstitut zur Verbreitung der US-amerikanischen Kultur. Die US-Botschaft führt diese Einrichtung in Partnerschaft mit der Stadtverwaltung von Mosteiros. Zudem fördert die Botschaft weitere Kultur- und Bildungseinrichtungen, etwa Austauschprogramme, Sprachkurse oder auch Stipendien an Universitäten in den USA.

### Musik
Eine Reihe bekannter Musiker in den USA sind kapverdischer Abstammung. Der bedeutende Jazzmusiker Horace Silver (eigentlich Silva) widmete 1965 mit dem Werk The Cape Verdean Blues der Heimat seines Vaters eines seiner Alben beim wegweisenden Blue Note-Label. Auch die bekannte Rapperin Lisa Lopes, unter dem Künstlernamen „Left Eye“ bekannt, gehört zu den Musikern kapverdischer Abstammung.
Die US-amerikanische Popkünstlerin Madonna lebt seit einigen Jahren in der portugiesischen Hauptstadt Lissabon, wo sie auch mit Musiktraditionen aus Kapverde und anderen früheren portugiesischen Kolonien in Berührung kam. Für ihr 2019 erschienenes Album Madame X arbeitete sie auch mit kapverdischen Musikern zusammen, darunter der in Lissabon lebende Multi-Instrumentalist Adelmiro "Miroca" Paris, der u. a. schon in Cesária Évoras Begleitband spielte und nun auch in Madonnas Band auf ihrer Madame X-Tour mitspielt. Zu dem Stück Batuka ihres Albums drehte Madonna zudem ein Musikvideo mit einer kapverdischen Batuku-Gruppe.

### Film
Der von der kapverdischen Insel Fogo stammende Regisseur Guenny K. Pires ist mit drei anderen Filmschaffenden in der in Los Angeles beheimateten Filmproduktionsgesellschaft Txan Films engagiert. Pires drehte über einen Zeitraum von vier Jahren den Dokumentarfilm The Journey of Cape Verde (2004 veröffentlicht, später als In Search of my Identity neu gezeigt). Er geht darin den Ursprüngen der kapverdischen Auswanderung in alle Welt nach und sucht nach den Merkmalen einer kapverdischen Identität. Die kapverdische Gemeinde an der US-Ostküste ist einer der Schwerpunkte des Films. Der Film lief auf einer Vielzahl internationaler Filmfestivals (u. a. beim Moondance International Film Festival und beim Filmfestival Athen), wo er z. T. auch ausgezeichnet wurde, darunter eine Nennung ehrenhalber beim Panafrikanischen Filmfestival 2005. Der Film erschien 2004 in den USA als DVD bei Txan Films.

## Wirtschaft
Das bilaterale Handelsvolumen belief sich im Jahr 2018 auf über 12 Millionen US-Dollar, wobei knapp 9 Millionen US-Exporte und knapp 4 Millionen kapverdische Ausfuhren waren. Der Handelsüberschuss zu Gunsten der USA betrug etwa 5 Millionen US-Dollar.
Wichtigste US-Ausfuhren nach Kap Verde waren optische und medizinische Instrumente (etwa 2 Mio. US-Dollar), Fahrzeuge (etwa 1 Mio. US-Dollar) und Schiffe und Boote (etwa 1 Mio. US-Dollar).
Die wichtigsten kapverdischen Ausfuhren in die USA waren Fisch und Fischprodukte (841.000 US-Dollar), Baumaterial (487.000 US-Dollar) und Backzutaten (378.000 US-Dollar).

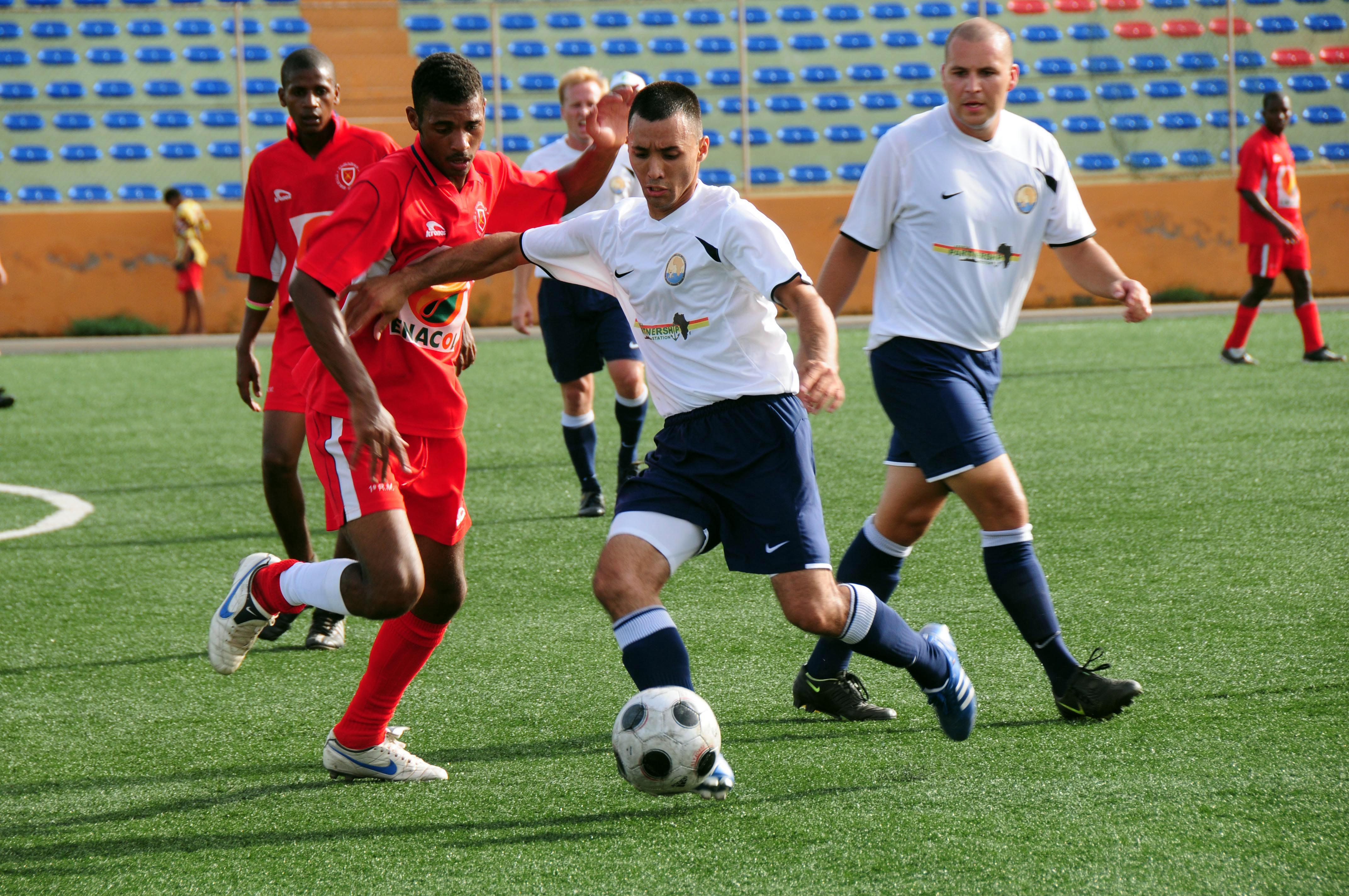
Zwei Marine-Auswahlen Kap Verdes und der USA treten in Mindelo gegeneinander an (2008).

## Sport
Einige US-amerikanische Sportler wie der Footballspieler Tony Gonzalez oder der olympische Hürdenläufer Jordin Andrade sind kapverdischer Abstammung.
Der kapverdische olympische Hürdenläufer Jordin Andrade ist in den USA geboren und aufgewachsen.
Die olympische kapverdische Schwimmerin Jayla Pina lebt seit ihrer Geburt in den USA und tritt dort für die Schwimmabteilung der Pittsburg Panthers, den Sportverein der Universität Pittsburgh an. Ihre Schwester Latroya Pina und ihr Bruder Troy Pina sind ebenfalls Schwimmer und wurden ebenfalls in den USA geboren.
Die Kapverdische Fußballnationalmannschaft und die US-amerikanische Fußballnationalmannschaft trafen bisher noch nicht aufeinander, weder die der Männer noch die der Frauen (Stand: 10. Januar 2023).
Kapverdische Spitzensportler gehen häufig ins Ausland, wo sie bessere Trainings- und Entwicklungsmöglichkeiten finden als in ihrem kleinen Inselstaat. Neben der ehemaligen Kolonialmacht Portugal sind vor allem die USA und dort vor allem die Ostküste häufiges Ziel. Als eines der vielen Beispiele kann die Taekwondoin Maria Andrade gelten, die vom kapverdischen Nationaltrainer zum Hochleistungstraining nach Brockton (Massachusetts) geholt wurde, wo sie dann überraschend schnell eine Olympia-Qualifikation erreichte.